# Экономика Вологды
Вологда — крупный экономический центр Вологодской области и Северо-Западного федерального округа с многофункциональной структурой, развитой промышленностью и разнообразной сферой услуг. Город входит в рейтинги «самых гармоничных городов», «по качества жизни крупных, средних и малых городов», «самых привлекательных для бизнеса городов России» и «30 лучших городов для бизнеса»

## История
С XIII века Вологда стояла на торговом пути в Сибирь и на Север. Здесь торговали хлебом из Бежецкого верха (верховье Мологи). Дальнейшее формирование торговых отношений было связано с географическим положением Вологды на границе северных водных путей и сухопутного пути в Ярославль и Москву.
Со второй половины XV века на развитие торговли стала оказывать влияние хозяйственная деятельность монастырей, в частности Кирилло-Белозерского, Спасо-Каменного, Спасо-Прилуцкого и Соловецкого. В Вологде были расположены подворья с амбарами этих монастырей, куда по рекам доставляли соль для дальнейшей переправки в Москву уже на возах.
После установления торговых связей с Европой через Белое море (с середины XVI века), Вологда стала складочным местом для импорта и экспорта товаров. Значение города, как торгового центра было укреплено в XVII веке, которое последовало за покорением Сибирского Царства и было связано с увеличением товарооборота из Сибири через Вологду. В городе находятся дворы московских и немецких гостей.
Промышленность в городе фиксируется в переписной книге 1711—1713: 161 предприятие, среди которых 1 канатный, 35 солодовенных, 33 кожевенных, 19 прядильных, 8 кирпичных, 6 маслобойных, 7 салотопенных з-дов, 41 кузница и 7 квасоварен.
Ослабление и временное запрещение торговли через Архангельск в начале XVIII века отрицательно сказалось на экономике Вологды — многие купцы покинули город. Полная отмена петровских ограничений на торговлю через Белое море в конце XVIII века повлекло рост всей экономики Севера. В 1770-х годах в Вологде уменьшается количество предприятий, однако появляются шелковые, гарусные, канительные фабрики и стекольный завод. В 1790-х наибольшую долю занимало производство сальных свечей.
Для кредитования предпринимателей в 1789 годы был учрежден Вологодский городской банк — первое учреждение подобного рода в России.
После запрета 1808 года на ввоз в Россию сахара-рафинада, в Вологде для переработки импортного песка появляется два сахарных завода.
В XIX веке наибольшую долю по-прежнему занимает свечное производство, значительным остается кожевенное и ткацкое. Вклад предприятий других отраслей в экономику города был несущественен.
Со второй четверти XIX века в экономике города произошёл спад. Вологодские товары (кожу, сальные свечи и полотно) с европейских рынков стали вытеснять более качественные с низкой стоимостью из Америки. Наиболее сильным было падение торгового оборота вследствие изменения направления грузопотока из центральных областей в Россию. Открытие в 1808 Мариинской и в 1811 Тихвинской водных систем, стало замыкать на них торговое движение. Из Вологды и окрестностей стал вывозиться в основном сельскохозяйственное сырье: лес, овес, рожь и др. Количество обладателей крупного капитала снизилось с 11 в 1788 г. до одного в 1859 г.
На рубеже XIX и XX веков торговля в Вологде стала возрастать — сюда свозились товары с северных регионов для дальнейшего распределения по стране, навстречу шёл другой поток товаров.
В 1870-м году в Вологодском уезде стали производить масло, которое шло на экспорт. После постройки в 1870—1906 годах железных дорог на Москву, Петербург, Вятку и Архангельск, торговый оборот Вологды увеличился. Появилось первое крупное предприятие — Транспортные мастерские Вологды
После революции 1917 года, во время Гражданской войны, промышленные предприятия города остановились. Восстановление промышленного производства началось с 1920 года. К концу десятилетия в городе работали заводы: «Красный пахарь», маслобойный завод, портняжные мастерские, Тяговые мастерские Вологды. На этих предприятиях работала большая часть населения. В торговле было занято около двух тысяч человек. 88 % торговых заведений принадлежало частным лицам.
В годы индустриализации был построен машиностроительный завод «Северный коммунар» (сменив «Красный пахарь» в 1928 гю), судоремонтный завод (1932), предприятия пищевой отрасли, швейная фабрика имени Клары Цеткин (середина 1930-х), началось строительство льнокомбината, реконструированы Тяговые мастерские Вологды, переименованные в Вологодский паровозовагоноремонтный завод.
Новый этап промышленного строительства начался в конце 1940-х. Были введены в строй авторемонтный завод «Ремсельмаш» (1946), станкостроительный завод. К 1950 году объём промышленного производства превзошёл довоенный в полтора раза.
В 1960-е — 1980-е в Вологде резко возрос объём промышленного производства. Так в 1970-е, рост составил более 80 % по сравнению с предыдущим периодом. Введены в строй новые заводы: Государственный подшипниковый завод № 23 (ГПЗ-23) (1971), «Электротехмаш» (1974), Оптико-механический завод (ВОМЗ) (1975).
С конца 1980-х до середины 1990-х происходит спад производства, частичная остановка предприятий. В 1996 году уровень безработицы достиг своего максимума и составил 4,3 процента. В это же время большинство государственных предприятий было передано в частную собственность. С середины 1990-х годов наблюдается восстановление роста промышленного производства, а также развитие малого бизнеса. В 2000 году из 1076 предприятий на территории города только 62 относились к числу крупных и средних. Ведущими отраслями экономики являлись машиностроение и металлообработка (в структуре промышленного производства 34,6 %), пищевая промышленность (24,1 %), электроэнергетика (15,9 %).

## Современное состояние экономики
Вологда — многофункциональный город с развитой промышленностью и разнообразной сферой услуг. На территории города порядка 14,0 тысяч предприятий различных форм собственности 57 из них — крупные и средние промышленные предприятия, выпускающие самую разнообразную продукцию. По продукции промышленности на душу населения город на протяжении последних лет занимает второе место в области и третье в Северо-Западном Федеральном округе — после Череповца и Великого Новгорода. Доминирующими отраслями промышленности являются электроэнергетика, машиностроение и металлообработка, пищевая промышленность. Город производит 10 % промышленной продукции области. На долю налоговых поступлений с обрабатывающих производств в бюджеты всех уровней города Вологды приходится 18,4 %.
В малом и среднем бизнесе города Вологды заняты более 39 тыс. человек (более 25 % от общей численности занятых в экономике города). Наибольший удельный вес у малых предприятий (36 %) и индивидуальных предпринимателей занимает оптовая торговля (55 %), вторая по значимости отрасль у организаций малого бизнеса — оказание услуг — соответственно 10,3 % и 21 %.
Вологда занимает первое место в области (46,5 % в общем объёме по региону) по производству и распределению электроэнергии, газа и воды, а также объёму розничной торговли (43,3 %).
В 2008 году объём отгруженных товаров промышленных предприятий Вологды (обрабатывающие производства и производство энергоресурсов) составил 30 994,6 млн.руб, оборот розничной торговли — 12 266,1 млн.руб., объём работ в строительной индустрии — 6 593 млн.руб. Последствия мирового экономического кризиса привели к снижению или замедлению темпов роста экономических показателей. Так в Вологде за 5 месяцев 2010, к 5 месяцам 2009 года ввод жилых домов составил 29 %, оборот общественного питания — 97,4 %, промышленное производство — 113,1 %, оборот розничной торговли — 100,5 %. К 2011 году, по данным Администрации города, Вологды вышла на докризисный экономический уровень.
Вологда вошла в рейтинг журнала «Секрет фирмы» и заняла 13 место в списке «Самых гармоничных городов», и 2 место среди средних городов в рейтинге качества жизни крупных, средних и малых городов журнала «Русский репортёр»
Город занял 24 место в рейтинге «РБК» самых привлекательных для бизнеса городов России в 2009 году, а также в рейтинг журнала Forbes «30 лучших городов для бизнеса», где заняла 30 место

### Бюджет
В 2009 и 2010, в связи со снижением доходов, бюджет Вологды спланирован как дефицитный (8,3 % в 2009 и 7,9 % в 2010). В 2008 году бюджет города оставался профицитным — превышение доходов над расходами 3,1 %. В связи со снижением доходной базы в 2009 году была сокращена расходная часть бюджета на 17,7 %. Сокращения главным образом коснулись финансирования здравоохранения (-33,5 %), жилищно-коммунального хозяйства (-43 %), статьи «физкультура и спорт» (-76,7 %).
|                            | 2008      | 2009      | 2010      | 2011 (прогноз) |
| -------------------------- | --------- | --------- | --------- | -------------- |
| Доходы бюджета, тыс. руб.  | 5 435 800 | 4 610 200 | 4 280 757 |                |
| Расходы бюджета, тыс. руб. | 5 329 795 | 4 385 683 | 4 527 171 | 4 660 496      |
| Профицит/дефицит (-)       | 3,1%      | (-)8,3%   | (-)7,9%   |                |

По обеспеченности собственными доходами в бюджете (62,95 % в 2008 году), Вологда занимает позиции, сравнимые с высокими значениями этого показателя у таких городов как Ярославль (58,98 %), Екатеринбург (62,61 %), Тюмень (64 %). Такой показатель как доход на душу населения, в Вологде ниже, чем в среднем у городов, численностью более 100 тыс. населения — 15 610 руб. против 20 241 руб. Доля неналоговых доходов в бюджете 2008 года составляла 24,28 %, что сравнимо с Екатеринбургом (23,28 %), однако ниже чем в Калуге (31,38 %), Ярославле (39,3 %).
Инвестиционная деятельность города снижается с 2006 года, о чём говорит падение индекса физического объёма инвестиций в основной капитал с 124,5 до 79,3 %. За 2009 год инвестиции городского бюджета в основной капитал составили 6 624,110 млн рублей. В сравнении с Череповцом, этот показатель выше на 20,8 процентных пунктов и на 8,2 процентных пункта чем в Вологодской области. Кроме снижения инвестиционной деятельности, в 2009 году наблюдается перераспределение структуры инвестиций: с сектора операций с недвижимостью в сектор производства энергоносителей и воды.

### Промышленность

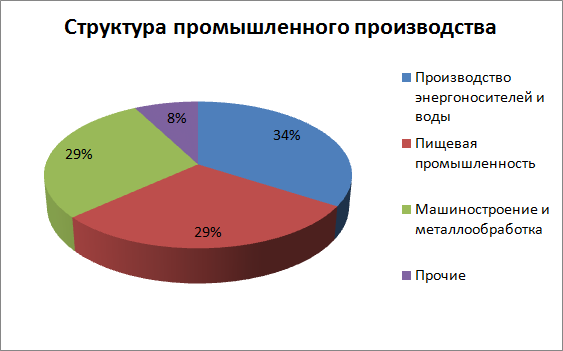
Структура промышленности Вологды в 2009 году (по объёму выпущенной продукции)

Промышленность в городе имеет диверсифицированную структуру, представленную средними и крупными предприятиями обрабатывающей промышленности (машиностроение, пищевая промышленность) и предприятиями про производству энергоносителей. Основа промышленного потенциала города сформировалась в 1960—1970-е. В 1990—2000-е было осуществлено перепрофилирование ряда промышленных предприятий (ОАО «Транс-Альфа Электро»). Общий объём произведённой продукции промышленными предприятиями города в 2009 году составил 30,3 млрд руб (падение к 2008 году — 3 %). Спад в производстве 2009 года был преодолён к началу 2010 года и в сравнении с 2008 годом вырос на 10,6 % в действующих ценах. Индекс промышленного производства в Вологде сопоставим с Великим Новгородом, Калугой, Ярославлем.
|                                      | 1 полугодие 2008 | 1 полугодие 2009 | 1 полугодие 2010 |
| ------------------------------------ | ---------------- | ---------------- | ---------------- |
| Объём отгруженной продукции, млн руб | 17 886,6         | 17 691,3         | 19 780,5         |

Наибольшую долю в объёме производства занимают предприятия по производству энергоносителей (34,4 %), второе и третье место практически с равными долями занимают предприятия по производству пищевых продуктов (29,6 %) и машиностроительные предприятия (29,2 %).

#### Производство энергоносителей

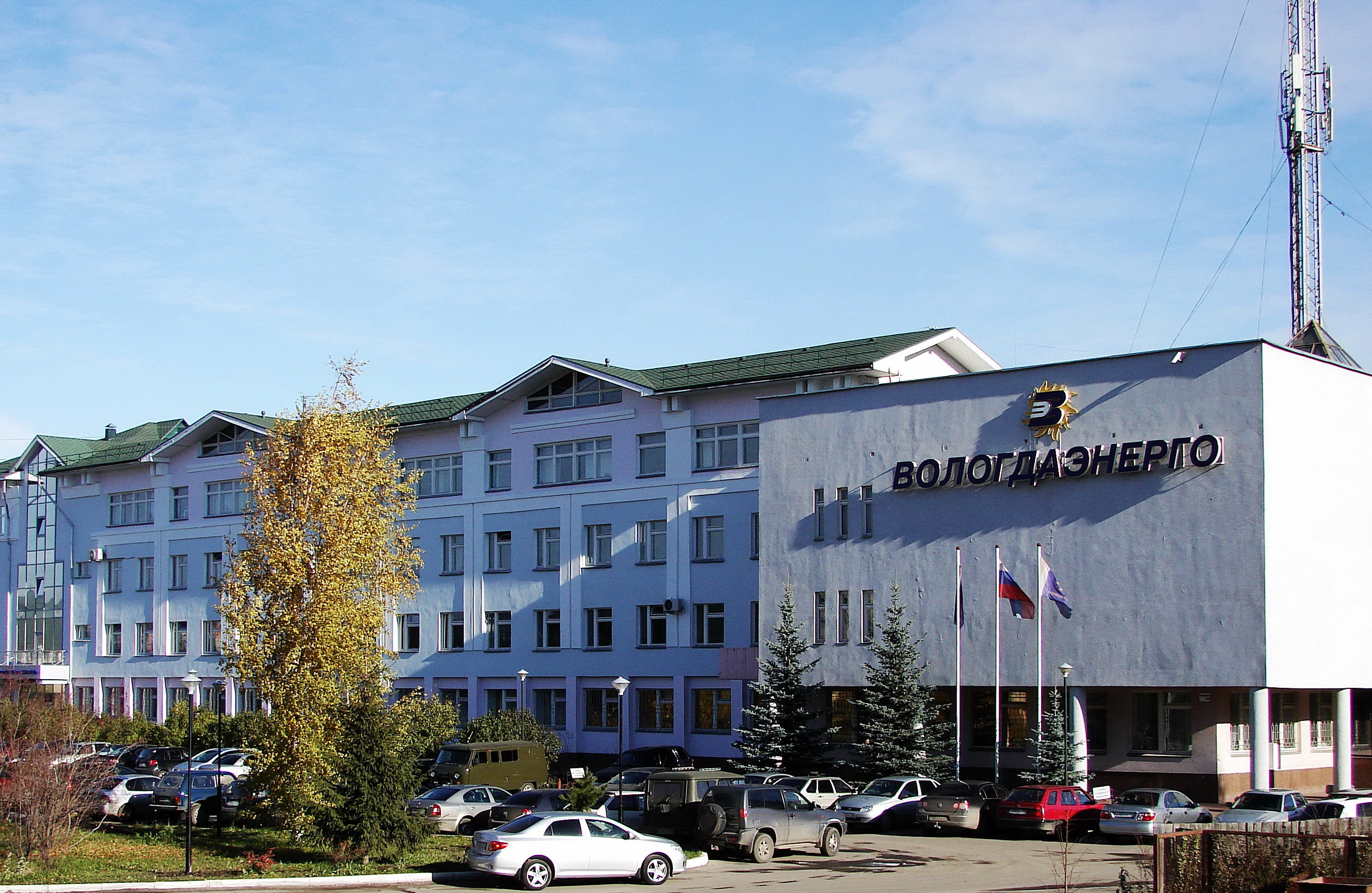
Здание компании «Вологдаэнерго»

Производство энергоносителей занимает 34,4 % в структуре отгруженной продукции.
Крупнейшие предприятия:
- ОАО «Вологдаэнерго»
- ОАО «Вологодская сбытовая компания»
- Вологодские электрические сети ОАО «Вологдаэнерго»
- Главное управление ОАО ТГК-2 по Вологодской области
- ГЭП «Вологдаоблкоммунэнерго»
- МУП «Вологдагортеплосеть»

#### Пищевая промышленность
Пищевая промышленность занимает первое место в общем объёме продукции предприятиями обрабатывающих производств города Вологды. За первые 6 месяцев 2010 года доля производства пищевых продуктов, включая напитки, составила 49,7 %, или 6 505,7 млн руб., что на 19,2 % выше показателя аналогичного периода 2009 года (5 457,5 млн руб.).
Крупнейшие предприятия
- Вологодский комбинат хлебопродуктов
- Предприятие «Славянский хлеб»
- Вологодский хлебокомбинат (хлебопекарные и кондитерские изделия)[14]
- Вологодский ликероводочный завод «Вагрон»
- Завод сортовых водок
- Вологодский молочный комбинат
- Учебно-опытный молочный завод ВГМХА им. Н. В. Верещагина
- Вологодский мясокомбинат
- Колбасный завод МиМП. Основан в 1997 году[15]
- Комбинат «Тепличный»
- Вологодский хладокомбинат
- Кондитерская фабрика[16]
- Предприятие «Вологодское мороженое» (группа компании «Айсберри»)[17]

#### Машиностроение и металлообработка
В общем объёме продукции, отгруженной крупными и средними предприятиями обрабатывающих производств города Вологды, доля машиностроения и металлообработки составила 40,6 %. Крупными и средними предприятиями машиностроения и металлообработки в отчётном периоде отгружено товаров на сумму 5 326,5 млн руб., что на 4,4 % выше соответствующего показателя 2009 года (5 103,1 млн руб.).
Крупнейшие предприятия:

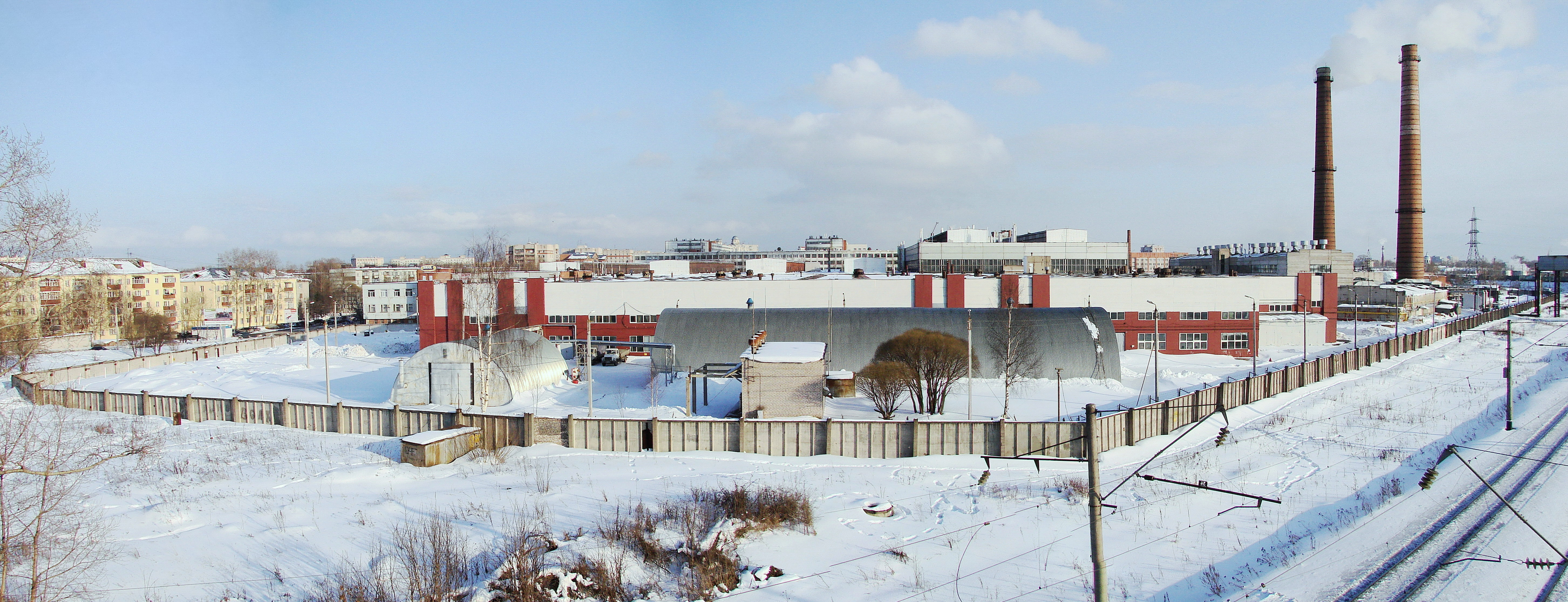
Вологодский оптико-механический завод

- ЗАО «Вологодский подшипниковый завод»
- ОАО «Вологодский оптико-механический завод»
- ОАО «Северный коммунар» (деревообрабатывающее оборудование)
- ООО «Вологодский станкозавод» (деревообрабатывающие станки и приспособления, производство металлозаготовок, металлоконструкций, цепей, спортивных площадок), сайт (vsz.ru) Архивная копия от 2 апреля 2019 на Wayback Machine (рус.)
- АО «СКДМ» — Вологодский завод дорожных машин (по состоянию на март 2019 года начало процедуры банкротства приостановлено)
- ОАО «Вологодский машиностроительный завод» (оборудование для агрокомплекса, автобусы «Олимп»)
- ОАО «Транс-Альфа Электро» (троллейбусы), в 2017−2019 годах АО «Стройтранс», сайт (trans-alfa.ru) Архивная копия от 1 декабря 2017 на Wayback Machine (рус.)
- ООО «КранСтройМонтаж» (мостовые и козловые краны), сайт (kranvologda.ru) Архивная копия от 2 апреля 2019 на Wayback Machine (рус.)
- ОАО «Вологодский вагоноремонтный завод»
- ЗАО «Вологодский электромеханический завод» (комплектные трансформаторные подстанции, рубильники)
- НПО «Аконит» (конвейеры и их запчасти, буртоукладочные машины, питатели, реклаймеры), сайт (npoakonit.ru) Архивная копия от 26 октября 2020 на Wayback Machine (рус.)

#### Текстильная и швейная промышленность
Доля текстильной и швейной промышленности в общем объёме отгруженных товаров предприятиями обрабатывающих производств в январе—июле 2010 года незначительна и составила 1,7 %. Предприятиями отрасли отгружено товаров на сумму 224,4 млн руб., что на 46,5 % выше аналогичного показателя 2009 года (153,2 млн руб.).
Крупнейшие предприятия:
- ООО «Вологодский текстильный комбинат» (ткани и текстильные изделия, в том числе льняные), сайт (vologda-textile.com) Архивная копия от 2 апреля 2019 на Wayback Machine (рус.) (англ.)
- ООО «Волтри» (льняной трикотаж), сайт (voltri-len.ru) Архивная копия от 2 апреля 2019 на Wayback Machine (рус.)
- ООО Вологодская кружевная фирма «Снежинка»

#### Деревообрабатывающая промышленность
Деревообрабатывающая промышленность занимает наименьшую долю в общем объёме отгруженных товаров предприятиями обрабатывающих производств. В январе—июле 2010 года она составила 0,5 %.

#### Строительная индустрия

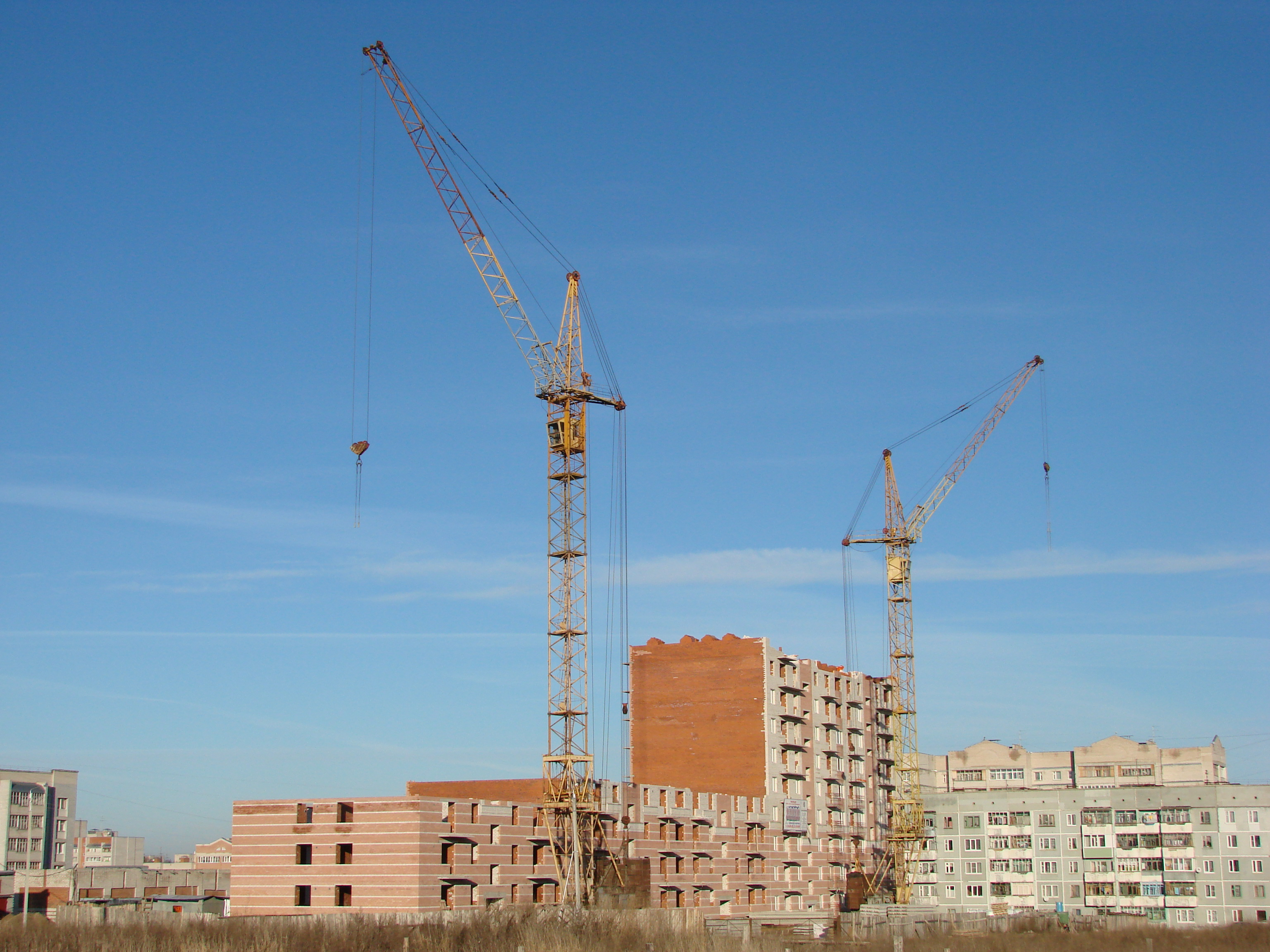
2010 год. Строительство многоквартирного жилого дома на улице Маршала Конева

В 2009 году в Вологде построено 58 жилых домов (в том числе индивидуальных — 29) на 3193 квартиры общей площадью 177,2 тыс. м², рост к прошлому году составил 3,3 %. Показатели ввода жилья в Вологде выше, чем во многих городах Центрального и Северо-Западного федеральных округов. Существенное увеличение темпов строительства произошло в 2008 году, когда было введено на 39 % жилья больше, чем в 2008. В 2009 году объём выполненных работ в строительной индустрии Вологды составил 3,9 млрд руб.
Обеспеченность жильём в Вологде выше среднероссийских показателей
|                                     | 2008  | 2009  | 2010   | 2011   |
| ----------------------------------- | ----- | ----- | ------ | ------ |
| Общая площадь жилья на 1 жителя, м² | 22,7  | 22,8  |        |        |
| Ввод жилых домов, тыс.м2            | 171,6 | 177,2 | 138,58 | 141,07 |
| Ветхий фонд                         | 3,7 % | 3,2 % |        |        |

### Торговля и услуги

#### Розничная торговля
Общий объём оборота в розничной торговле составил в 2009 году 20,9 млрд руб. В обороте розничной торговли за первую половину 2010 года на торгующие организации приходится 96,9 %, и 3,1 % — на рынки и ярмарки. В организациях торговли в 2009 году было занято 5768 человек (81,2 % к 2008 году), или 5,6 % от численности занятых в экономике города. Оборот розничной торговли в январе—июле 2010 года составил 14 582,6 млн руб., или 121,4 % к аналогичному периоду 2009 года (в действующих ценах). Через розничную сеть реализовано пищевых продуктов, включая напитки и табачные изделия, на сумму 7 180,1 млн руб., или 49,2 % от общего оборота (в январе—июле 2009 года — 46,2 %), непродовольственных товаров — 7 402,5 млн руб., или 50,8 % (в январе—июле 2009 года — 53,8 %).
Средний чек при покупке в розничной торговой сети города Вологды на 1 августа 2010 года составил 150 руб. 45 коп., что на 32,7 % выше уровня города Череповца (113,35 руб.) и на 1,1 % — Вологодской области (148,77 руб.). По рейтингу территорий Вологодской области за 7 месяцев 2010 года город Вологда по обороту розничной торговли на 1 жителя занимает 17 место (1 место — Бабаевский район, город Череповец — 20 место).
В Вологде развиваются торговые сети и строятся торговые центры. Первые современные торговые центры в Вологде появились в 2006 году — «Апельсин» и «Оазис». Крупный вологодский девелопер «Макси» развивает в городе собственную продуктовую сеть. «Макси» кроме небольших торговых центров открыл крупнейший в регионе торгово-развлекательный центр «Мармелад» на 30 тыс. м². арендуемой площади. Девелопер «Ташир» в 2010 году планирует открытие торгового центра «РИО». Девелопер «Региональные инвестиции» ведёт строительство торгового центра «Коллаж». В Вологде также функционируют небольшие торговые центры: Plaza, «Галерея», «Вега», «Звезда», «Континент», «Кристалл», «Луч», «Прага», ЦУМ, «Остров». Представлены крупные розничные сети: «Магнит», «М.видео», «Эльдорадо».
На территории города Вологды действуют 3 специализированных розничных рынка: МУП «Вологодский городской рынок», Филиал МУП «Вологодский городской рынок», ОАО «Городской вещевой рынок».

#### Сфера бытовых услуг
В сфере бытовых услуг занято более 2,5 тыс. человек, работающих на 500 предприятиях. В течение последних лет наблюдается стабильный рост объёмов реализации, развивается сеть предприятий, расширяется спектр оказываемых услуг. Общий оборот предприятий сферы услуг в 2009 году составил 14,1 млрд руб.

#### Общественное питание
В структуре предприятий общественного питания на 1 января 2010 года действует 433 объекта на 25 591 посадочных мест. Из них, наибольшую долю занимают закусочные (104 предприятия) и кафе (78 предприятий). Наблюдается рост количества ресторанов с 22 в 2008 году до 26 — в 2010, кафе — с 71 до 78. Количество столовых уменьшилось с 16 до 12. Ввод новых предприятий производится за счёт нового строительства, перевода помещений из жилого в нежилой фонд, а также перепрофилирования нежилых помещений.
В течение последних лет в Вологды открыты: кафе «Штофф», «Красный мост», «О.город», «Англитер», «Shaffran», «Звезда Востока»; рестораны: «Семь вечеров», «Киото», «Коралл», «Винтаж», «Николаевский», «Пузатий Пацюк», «Пир горой», «Белладжио».

#### Кредитные организации
Банковский сектор Вологды представлен 26 банками, 11 из которых имеют штаб-квартиру в Вологде (в том числе — «Вологдабанк»).

#### Туризм
Вклад туризма в экономику города в 2009 году оценивается на уровне 1 642 млн руб (доходы турфирм, гостиниц, предприятий индустрии развлечений, культурных учреждений и музеев, спортивных организаций). В сфере обслуживания туризма занято 9,2 тыс. человек, или 7 % от общей численности занятого населения и 35 % от числа работающих в малом бизнесе.

### Занятость

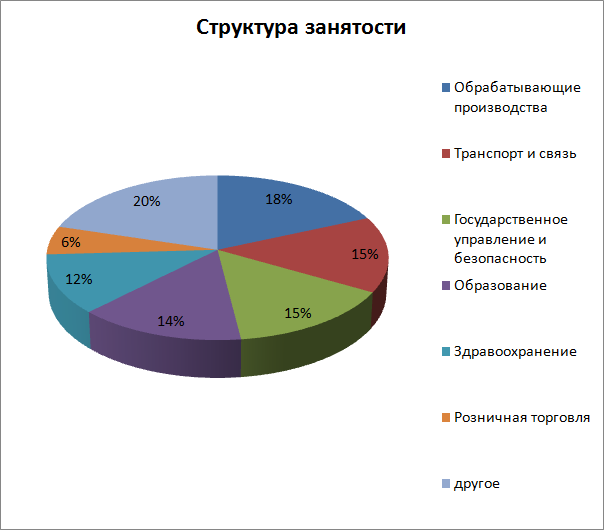
Структура занятости в наиболее крупных отраслях экономики Вологды в 2009 году

Среднесписочная численность работников крупных и средних организаций города Вологды за 4 месяца 2010 года составила порядка 101,2 тыс. человек, что меньше показателя соответствующего периода прошлого года на 4,8 %. В 2009 году безработица в Вологде была выше, чем в крупных городах соседних областей. Доля безработных от экономически активной части населения составила 3,12 %.
|                                          | 2007  | 2008  | 2009 | 4 месяца 2010       |
| ---------------------------------------- | ----- | ----- | ---- | ------------------- |
| Численность занятых работников, тыс.чел. | 109,5 | 107,6 |      | 101,2               |
| Численность незанятых граждан            | 1053  | 1603  | 4972 | 3816 (19 июля 2010) |

### Уровень доходов населения
Среднемесячная заработная плата в Вологде за 4 месяца 2010 года составила 19 127 руб. (увеличение в сравнении с аналогичным периодом прошлого года, на 9,6 %). Разрыв при этом в размерах заработной паты в различных отраслях экономики измеряется с 38 463 руб. в сфере финансовой деятельности, до 8 725 руб. в текстильном и швейном производстве.
|                                                      | Финансовая сфера | Обрабатывающая промышленность | Сфера образования | Здравоохранение и социальные услуги | Транспорт и связь | Оптовая и розничная торговля | Строительство | Производство энергоресурсов |
| ---------------------------------------------------- | ---------------- | ----------------------------- | ----------------- | ----------------------------------- | ----------------- | ---------------------------- | ------------- | --------------------------- |
| среднемесячная заработная плата на апрель 2010, руб. | 38 463           | 15 991                        | 12 261            | 13 164                              | 23 227            | 18 240                       | 21 393        | 26 679                      |
| изменение апрель 2010/апрель 2009, %                 | 15,1             | 8,5                           | 3,3               | 6,2                                 | 14,6              | 17,9                         | 6,1           | 11,5                        |

Покупательская способность (оборот розничной торговли на душу населения, деленный на стоимость потребительской корзины в регионе) в 2009 году составила 10,84 %. Этот показатель ниже чем в Великом Новгороде (14,56 %) и Ярославле (12,38 %), однако в покупательская способность, рассчитанная через объём поступления в бюджеты налога на доходы физических лиц и стоимость жилой недвижимости в Вологде (17) выше, чем в Калуге (5), Владимире (8) и зафиксирована на уровне Ярославля (19). Индекс потребительского настроения в июле 2010 года составил 87,5 пунктов (в 2008—101,4; в 2009 — 68,6). Влияние последствий мирового экономического кризиса существенно снизило потребительские возможности жителей Вологды. Индекс потребительского настроения с июня 2008 по июль 2010 года снизился на 13,9 %. В 2010 году наблюдается положительная динамика индекса потребительского настроения, связанная с увеличением денежных доходов населения.